# 平川市循環バス
平川市循環バス（ひらかわしじゅんかんバス）は、青森県平川市内を運行するコミュニティバスのことである。

## 概要
弘南鉄道自動車部が平賀町内の路線バス運行を始め、その後、弘南バスへと引き継がれた。しかし、マイカーの普及や少子化により乗客が減少、赤字は年々拡大していった。そこで経費削減と小回りの利く運営を目指し、子会社の弘南サービスへ移管したが、乗客の減少に歯止めがかからず、平賀町は赤字補填金を拠出していた。
そこで、平賀町は弘南サービスの町内既存路線と平賀病院（現・平川診療所）患者送迎バスを統合し、町内4路線の循環バスで再出発することにした。その際、小国・葛川・切明地区については、地理的な理由により対象から外された。
循環バス運行にあたり、運賃を全ての路線で1乗車100円均一とし、30 - 60分間隔で1日15便（土・休日は13便）の運行で従来より利便性の高いダイヤとした。
運賃の値下げと増便という積極策にもかかわらず、利用状況は好転しないどころか、日中は乗客がゼロの便もあるといった惨状のため、2005年4月と2007年10月の2度に渡って、大幅な減便を行った。なお、2度目の減便については、利用者からかなりの反発があったものの、平川市の危機的財政状況により補助金の拠出にも限界があり、これからも路線を維持していくためにはどうしても避けられない措置であるとの説明があり、利用者へ理解を求める一方で、2007年12月に唐竹地区にて中高生の通学利用調査を目的とする試験運行を実施するなど方向性を模索し続けた。
しかし、「新屋・尾崎線」「唐竹・広船線」の利用者からは、循環バス運行前の路線バス時代より運行本数が減ったことに対する不満は大きく、一方で、自治体の財政状況を踏まえると利便性を維持するには応分の負担はやむを得ないという意見も出ていた。そこで、平川市は2009年10月より、国からの支援を受け3年間の実証運行を行うことになった。「新屋・尾崎線」「唐竹・広船線」の2路線については、運賃を倍額に値上げしたとしても、路線バス時代の運賃に弘南バスが2008年12月に実施した値上げ分を勘案すると、ほとんどの区間で割安となることから、運賃を200円均一とし増便を実施した。新屋地区には冬期限定の高校生への通学対策として直通バスを新設した。
一方、尾上地区と市中心部を結ぶ路線新設の住民からの要望を受け、2010年度から「金屋線」と「日沼線」の2路線を設定し、隔日による試験運行を実施したが、需要数が当初計画を大きく下回ったことから、2011年11月30日をもって終了した。

## 沿革
- 2004年4月1日 - 「平賀町循環バス」の運行を開始。
- 2004年12月1日 - 運行本数を全路線で1日14便（土・休日は10便）に減便し、内2便を逆回りルートとする。
- 2005年4月1日 - 利用状況の不振により、大幅減便。
  - 「新屋・尾崎線」「唐竹・広船線」は8便（内1便は逆回りルート）に減便。
  - 「杉館・松崎線」「岩館・大坊線」は4便に減便し、逆回りルートを廃止。
- 2006年1月1日 - 町村合併により、「平川市循環バス」と改称。
- 2007年10月1日 - 路線存続のため自治体との協議により、更に減便。
  - 「新屋・尾崎線」「唐竹・広船線」は5便に減便し、逆回りルートを廃止。
  - 「杉館・松崎線」「岩館・大坊線」は3便に減便。
- 2009年10月1日 - 「新屋・尾崎線」「唐竹・広船線」を7便に増便し、運賃を100円均一から200円均一に値上げ。
- 2009年11月2日 - 「新屋地区直通バス」を、往路2便・復路1便で運行開始。
- 2010年4月1日 - 「金屋線」「日沼線」を週3日、1日2往復で運行開始。
- 2010年10月1日 - 「杉館・松崎線」「岩館・大坊線」の運賃を100円均一から200円均一に値上げ。[1]
- 2011年11月30日 - 「金屋線」「日沼線」の運行終了。
- 2014年4月1日 - 「杉館・松崎線」「岩館・大坊線」を毎日運行から日曜・祝日運休に変更。

## 担当営業所
- 2004年4月 - 2006年3月 - 弘南サービス平賀営業所
- 2006年4月 - 2009年3月 - 弘南バス大鰐車庫（車輌運行）、弘南バス平賀車庫（路線管理）
- 2009年4月 - 2010年3月 - 弘南バス弘前営業所（車輌運行）、弘南バス大鰐車庫（路線管理）
- 2010年4月 - 現在 - 弘南バス弘前営業所

## 運行路線

### 杉館・松崎線（文化センター回り）
- 平賀駅前 - 平川診療所 - 平川市役所前 - 本町 - 大光寺神社前 - 杉館 - 館山 - 松崎温泉 - 苗生松 - 館田駅前 - 館田温泉前 - 松崎 - 大光寺 - 平川診療所 - 平賀駅前
  - 日曜・祝日は運休。

### 岩館・大坊線（中央吹上回り）
- 平賀駅前 - 平川診療所 - 柏木小学校前 - 柳田 - 中央吹上 - 原田入口 - 岩館 - 大坊十文字 - 大坊温泉前 - 四ツ屋 - 館田駅 - 館田温泉前 - 石郷 - 平川診療所 - 平賀駅前
  - 日曜・祝日は運休。

### 新屋・尾崎線（小和森回り）
- 平賀駅前 - 平川診療所 - 本町 - 文化センター前 - 小和森 - （マックスバリュ平賀店 - ）小和森 - 荒田 - 柏木農業高校前 - 平田森 - 新屋西口 - 新屋 - 新屋神社 - 尾崎公民館前 - 松野 - 東小学校前 - 町居 - アップルランド前 - 平川診療所 - 平賀駅前
  - 2010年1月4日 - 「新屋・尾崎線」の7便中5便を、マックスバリュ平賀店経由に経路変更。
  - 2020年9月 - 「新屋・尾崎線」の6便中5便を、マックスバリュ平賀店経由になる。

### 唐竹・広船線（緑青園回り）
- 平賀駅前 - 平川診療所 - 緑青園前 - 中央沖館 - 竹館小学校前 - 唐竹郵便局前 - 大湯温泉前 - 唐竹東口 - 芦毛沢温泉前 - 唐竹温泉前 - 共同墓地前 - 広船十文字 - 町居広船口 - 東中学校前 - 新館 - 平川診療所 - 平賀駅前

## 運賃
- 大人200円、小人100円
  - 「新屋・尾崎地区直通バス」以外の路線
- 小学生以上一律100円、幼児無料
  - 「新屋・尾崎地区直通バス」

弘南バスの定期券・回数券・優待券の利用はできず、津軽浪漫フリーバスやワンバケーションパス等の企画乗車券も利用対象外となっているが、NPO法人ひらかわマイバスの会が発行する専用回数券「ひらかわ循環バス回数券」が利用できる。また、「新屋・尾崎地区直通バス」のみ、高校生を対象に通学定期券を発行している。

### ひらかわ循環バス回数券
- 発売額 - 1000円 （100円券11枚綴）
- 販売所 - カサイ食品センター、弘南鉄道平賀駅 売店、特別養護老人ホーム「緑青園」、美咲書道教室

## その他
- 車内アナウンスは、運行開始当初は案内テープが存在せず、運転手の生声（マイク不使用）での案内だったが、弘南バス移管後は沿線の小学生の声で作製した案内テープを流していた。2009年7月の音声合成装置導入後は、他の弘南バスの路線と同様に外部制作のアナウンスに切り替えた。
- 平川診療所への通院での利用の際は無料となるが、従来は診察券の提示で無料利用できたが、不正利用防止のため、2010年4月より平川診療所発行のバス利用券が必要となった（平川診療所が休診の際はバス利用券は使用できない）。

### 廃止路線

#### 金屋線
- 平賀駅前 - 平川診療所 - 本町 - 文化センター前 - マックスバリュ平賀店 - 小和森 - 荒田 - 新屋町 - 尾上郵便局前 - 尾上支所 - 尾上駅前 - 李平 - 南田中 - 金屋センター
  - 月・水・金曜の運行。

#### 日沼線
- 平賀駅前 - 平川診療所 - 本町 - 文化センター前 - マックスバリュ平賀店 - 小和森 - 荒田 - 新屋町 - 尾上駅前 - 尾上郵便局前 - 尾上支所 - 中佐渡 - 長田センター - 猿賀小学校前 - 八幡崎 - 蒲田 - 日沼西口
  - 火・木・土曜の運行。

### 新屋・尾崎地区直通バス
- 平賀駅前 - （大浪バイパス経由） - 新屋西口 - 新屋 - 新屋神社 - 尾崎公民館前
  - 2010年11月25日 - 「新屋地区直通バス」 を尾崎まで路線延長。
  - 冬期のみ（11月 - 3月）の運行。
  - 土・日曜、祝日、休校日は運休。
  - 2012年(平成24年)12月3日～2013年(平成25年)3月22日にも運行をされたが、尾崎公民館→平賀駅前への朝1便の片道のみであった[2]。
  - この路線については、地域公共交通協議会の実証路線であり、地域公共交通協議会会議録の記事録の内容や後年の広報誌を確認しても記載がなくすでに運行を終了していると思われる。